# Andy San Dimas
Andy San Dimas (Baltimora, 3 ottobre 1986) è un'ex attrice pornografica statunitense.

## Biografia
Prima di lavorare nel mondo del porno, Andy San Dimas, di origine tedesca e nativoamericana, lavorava in un sexy shop a Frederick, nel Maryland. Dopo aver visto delle pubblicità di film di Eon McKai, lo contattò su Myspace con un messaggio il cui contenuto era una semplice foto nuda di sé stessa, che catturò comunque l'interesse del produttore. Debuttò nel film Dana DeArmond's Role Modeling, che uscì nel dicembre del 2007.
Il suo nome d'arte deriva dalla città e dalla scuola di San Dimas dove erano ambientate delle scene di Bill & Ted's Bogus Journey.
Dopo la prima nomination agli AVN Awards del 2010, nel 2011, candidata in diverse categorie, vince il premio più prestigioso di miglior attrice insieme a India Summer, per This Ain't Glee XXX. Ha diversi tatuaggi: un uccello sopra la parte destra del pube e uno sopra quella sinistra, una sirenetta e un cuore rosso su sfondo verde con la scritta "Tata" sul braccio sinistro.
In carriera ha girato oltre 450 scene e si è definitivamente ritirata nel 2017.
Ha avuto un ruolo di ballerina nel film Drive del 2011 diretto da Nicolas Winding Refn, basato sull'omonimo romanzo di James Sallis.

## Riconoscimenti
- AVN Awards
  - 2011 – Best Actress (film) – This Ain't Glee XXX[7]
  - 2012 – Best POV Sex Scene per Double Vision 3 con Bobbi Starr e Erik Everhard[8]
- XBIZ Awards
  - 2011 – Female Performer of the Year[9]

## Filmografia
- Water Bondage: Featuring Andy San Dimas (2006)
- Dana DeArmond's Role Modeling (2007)
- On My Dirty Knees (2008)
- Art School Girls are Easy (2009)
- Barefoot Maniacs 7 (2009)
- Bullied Bi Cuckolds 4 (2009)
- By Appointment Only 9 (2009)
- Crock of Love (2009)
- Dong of the Dead (2009)
- Face Fucking Inc. 7 (2009)
- Forced Bi Cuckolds 4 (2009)
- Fuck Face (2009)
- Fuck Me In The Bathroom 3 (2009)
- Jack's POV 15 (2009)
- LA Pink: A XXX Porn Parody (2009)
- Limelight Girls 16 (2009)
- Live New Girls XXX (2009)
- Mr. Big Dicks Hot Chicks 5 (2009)
- No Panties Allowed 1 (2009)
- Peep Show 4 (2009)
- POV Pervert 11 (2009)
- POV Punx 2 (2009)
- Praise The Load 4 (2009)
- Private Xtreme 44: Put Your Big Black Cock in My Ass (2009)
- Racially Motivated 1 (2009)
- Schoolgirl POV 7 (2009)
- Sexual Blacktivity 1 (2009)
- Sloppy Head 2 (2009)
- Souled Out 4 (2009)
- Splashes On Glasses 2 (2009)
- WKRP In Cincinnati: A XXX Parody (2009)
- Alexis Texas Superstar (2010)
- Alice (2010)
- Angels of Debauchery 8 (2010)
- Barefoot Confidential 65 (2010)
- BatFXXX: Dark Knight Parody (2010)
- Batman XXX: A Porn Parody (2010)
- Belladonna: Fetish Fanatic 8 (2010)
- Belladonna: Slut (2010)
- Belladonna's Hole in the Wall (2010)
- Belladonna's Party of Feet 2 (2010)
- Best of Head (2010)
- Big Lebowski: A XXX Parody (2010)
- Bitch Banging Bitch 3 (2010)
- Black Cock Addiction 8 (2010)
- Black Listed 2 (2010)
- Bludreams 2 (2010)
- Bombshells 1 (2010)
- Bonny and Clide (2010)
- Breakfast Club XXX (2010)
- Can He Score 4 (2010)
- Creature Feature (2010)
- Cum Eating Cuckolds 14 (2010)
- Cvrbongirl (2010)
- Damn She's a Lesbian (2010)
- Delinquents (2010)
- Desires (2010)
- Dirty Me (2010)
- Domestic Disturbance 2 (2010)
- F for Francesca (2010)
- Face Fucking Inc. 10 (2010)
- Fantasy Footjobs 5 (2010)
- Femme Core (2010)
- Fresh Meat 27 (2010)
- Friends Don't Let Friends Fuck Alone 2 (2010)
- Fuck Slaves 5 (2010)
- Her Little Secret (2010)
- Housewives Gone Black 10 (2010)
- I Fuck Myself (2010)
- Imperfect Angels 8 (2010)
- Imperfect Angels 9 (2010)
- Kittens and Their MILF (2010)
- Lesbian Adventures: Wet Panties (2010)
- Lesbian Mentors 3 (2010)
- Lex The Impaler 5 (2010)
- Magical Feet 6 (2010)
- Malice in Lalaland (2010)
- Nikki's House (2010)
- No Cum Dodging Allowed 11 (2010)
- North Pole 76 (2010)
- Not Charlie's Angels XXX (2010)
- Nylons 7 (2010)
- Oil Overload 4 (2010)
- Opposites Attract (2010)
- Oral Cream Pie 1 (2010)
- Pornstar Bootcamp (2010)
- Pretty As They Cum 2 (2010)
- Private Movies 50: Fuck Me Indie Ass (2010)
- Professional Girls (2010)
- Raw 3 (2010)
- Riding Solo 1 (2010)
- Rocco Ravishes Hollywood (2010)
- Secretary's Day 4 (2010)
- Sex Appeal (2010)
- She's Gonna Blow POV 1 (2010)
- Sisters Who Sin (2010)
- Sloppy Girl 1 (2010)
- Sport Fucking 6 (2010)
- Sprint (2010)
- Strap Attack 12 (2010)
- Stripper Diaries (2010)
- This Ain't Bad Girls Club XXX (2010)
- This Ain't Glee XXX (2010)
- This Isn't Max Hardcore: A XXX Parody (2010)
- Threesomes (2010)
- Throat Fucks 2 (2010)
- To Protect and to Serve 1 (2010)
- Tori Black Is Pretty Filthy 2 (2010)
- Tori Tarra and Bobbi Love Rocco (2010)
- Two Big Black and on the Attack 2 (2010)
- Up Skirts 2 (2010)
- Women Seeking Women 62 (2010)
- Working Girls (2010)
- 3's Company (2011)
- All-American Cheerleaders 2 (2011)
- Amateur Household Honeys (2011)
- American Dad XXX: An Exquisite Films Parody (2011)
- Asseaters Unanimous 23 (2011)
- Belladonna: Fetish Fanatic 9 (2011)
- Brothers Bang Better 2 (2011)
- Cherry 2 (2011)
- Coercion 101 1 (2011)
- Cum For Me (2011)
- Deep Throat This 50 (2011)
- Dick Sauce (Animal Style) (2011)
- Doctor Adventures.com 11 (2011)
- Double Vision 3 (2011)
- Elvis XXX: A Porn Parody (2011)
- Escort (2011)
- Fashion House 1 (2011)
- Fashion House 2 (2011)
- Girl Crush 2 (2011)
- Girls Kissing Girls 7 (2011)
- Girls Kissing Girls 8 (2011)
- Gracie Glam: Lust (2011)
- Grindhouse XXX: A Double Feature (2011)
- Halloween: XXX Porn Parody (2011)
- Happy Endings (2011)
- Hardcore Candy (2011)
- Horizon (2011)
- Imperfect Angels 10 (2011)
- Jessie Lee Goes to College (2011)
- Justice League Of Pornstar Heroes (2011)
- Katwoman XXX (2011)
- Latinas Unleashed (2011)
- Lingerie 1 (2011)
- Lush 2 (2011)
- My Sister's Hot Friend 22 (2011)
- My Sister's Hot Friend 24 (2011)
- Next Door and Alone (2011)
- Office Perverts 7 (2011)
- Official Sex Rehab Parody (2011)
- OMG It's the Nanny XXX Parody (2011)
- Orgasmic Oralists (2011)
- Passport (2011)
- Pornstars Like It Big 11 (2011)
- Private Lessons (2011)
- PRON: the XXX Parody (2011)
- Real Wife Stories 10 (2011)
- Rezervoir Doggs (2011)
- Rocky XXX: A Parody Thriller (2011)
- Romeo And Juliet: A Dream Zone Parody (2011)
- Simpsons: The XXX Parody (2011)
- Strays 1 (2011)
- Stripper Diaries 2 (2011)
- Supergirl XXX: An Extreme Comixxx Parody (2011)
- Superman XXX: A Porn Parody (2011)
- Superstar Showdown 5: Lisa Ann vs. Francesca Le (2011)
- Tango To Romance (2011)
- Teagan Presley: The S!x (2011)
- This Ain't Urban Cowboy XXX (2011)
- Tits Tats N Ass (2011)
- Andy San Dimas Loves to Fuck (2012)
- Ass Cream Milkshakes (2012)
- Belladonna's Cock Pigs 2 (2012)
- Bitchcraft 9 (2012)
- Blowjob Bonanza (2012)
- Brazzers Presents: The Parodies 2 (2012)
- Breaking Bad XXX: A Sweet Mess Films Parody (2012)
- Cafe Amore (2012)
- Dark Knight XXX: A Porn Parody (2012)
- Fuck Em Slutty 2 (2012)
- Girl On Girl Fantasies 1 (2012)
- Girlfriends 4 (2012)
- Hardcore Allure 1 (2012)
- High Class Ass 1 (2012)
- I Fucked My Teacher (2012)
- I Need To Be Alone (2012)
- Justice League Of Pornstar Heroes XXX: Animated Cartoon Edition (2012)
- Kiss Me Lick Me Fuck Me (2012)
- Lap Dance (2012)
- Lesbian Truth or Dare 8 (2012)
- Lush 3 (2012)
- MILFs Like it Black 7 (2012)
- Monsters of Cock 32 (2012)
- Nacho Invades America 2 (2012)
- Nothin' Beats a Good Stuffin' (2012)
- Orgy Masters (2012)
- Orgy: The XXX Championship 2 (2012)
- Parodies 2 (2012)
- Pink Lips (2012)
- Porn Fidelity Goes Hardcore 1 (2012)
- Pussy Eating Pros (2012)
- Riding the Flying Pink Pig (2012)
- Secretary 3 (2012)
- Sex Does A Body Good (2012)
- Sexual Messiah 2 (2012)
- Sexy In Her Swimsuit (2012)
- Sexy Little Things (2012)
- Shades of Kink (2012)
- Shared Wives (2012)
- She's The One (2012)
- Spartacus MMXII: The Beginning (2012)
- Superman vs. Spider-Man XXX: An Axel Braun Parody (2012)
- Superstars (II) (2012)
- Sybian Sluts: They Cum Every Time (2012)
- This Ain't The Expendables XXX (2012)
- Thor XXX: An Extreme Comixxx Parody (2012)
- Toying With Your Emotions (2012)
- Trouble at the Slumber Party (2012)
- unSEXpected (2012)
- Valley (2012)
- Wasteland (2012)
- Whiteroom (2012)
- X-Men XXX: A Porn Parody (2012)
- Yummy (2012)
- Cowgirl Up (2013)
- Everybody Loves Sara Sloane (2013)
- Lesbian Nanny Tales (2013)
- Nikita XXX (2013)
- Red Tails (2013)
- We Live Together.com 25 (2013)
- We Swallow 39 (2013)